# Esplosione della polveriera di Prat da l'Ors

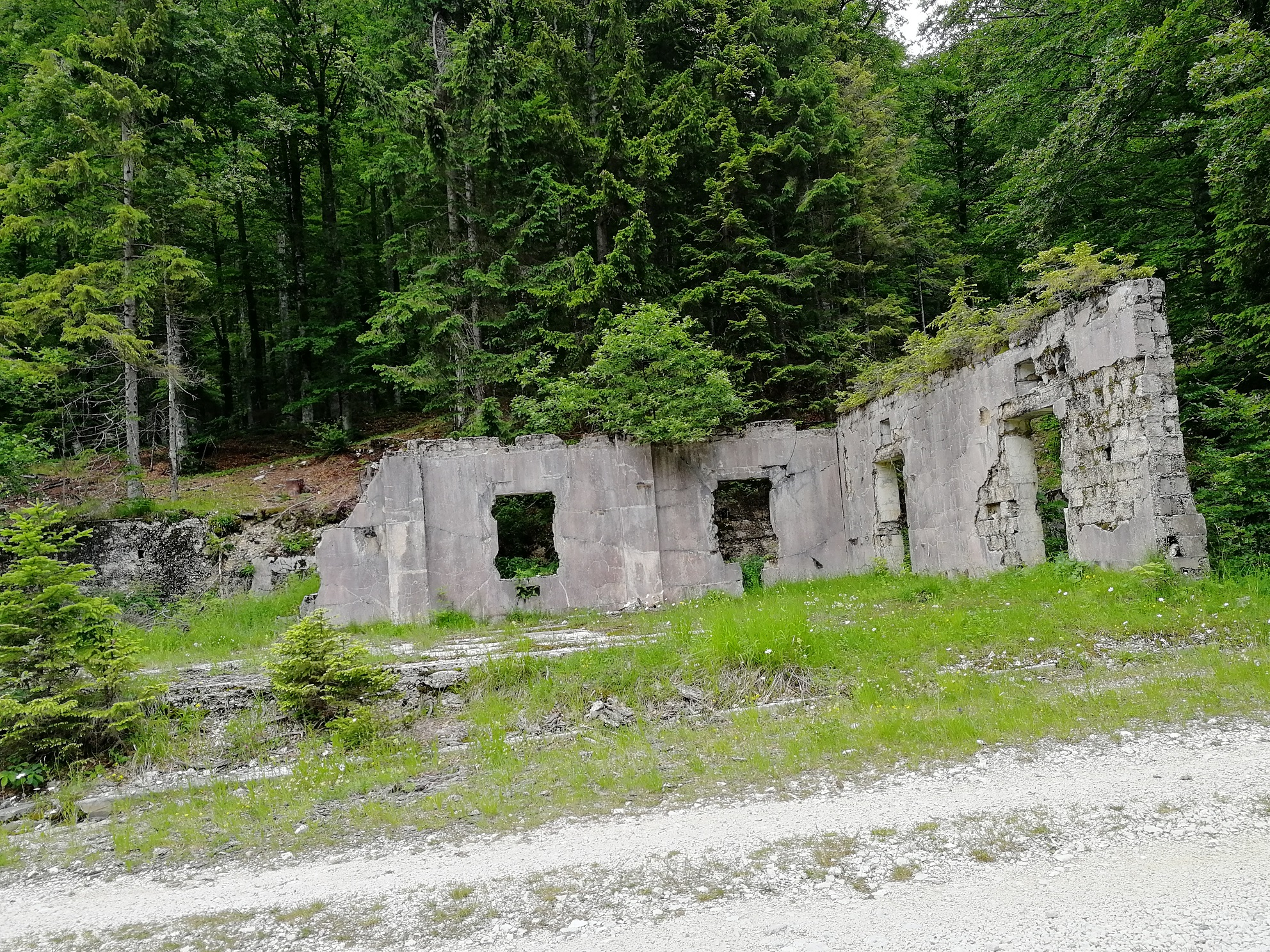
Ruderi di edificio della polveria

L'esplosione della polveriera di Prat da l'Ors è stato un evento catastrofico verificatosi il 7 maggio 1945 tra Cave del Predil e Sella Nevea, nella polveriera collocata a ridosso del Rio del Lago, tra i suoi affluenti Rio Confine e Rio Torto, in corrispondenza dell'antico confine della Serenissima Repubblica di Venezia.
La deflagrazione del materiale stoccato nelle strutture presenti all'interno della polveriera causò la distruzione della stessa e la morte di 29 civili.

## Il contesto

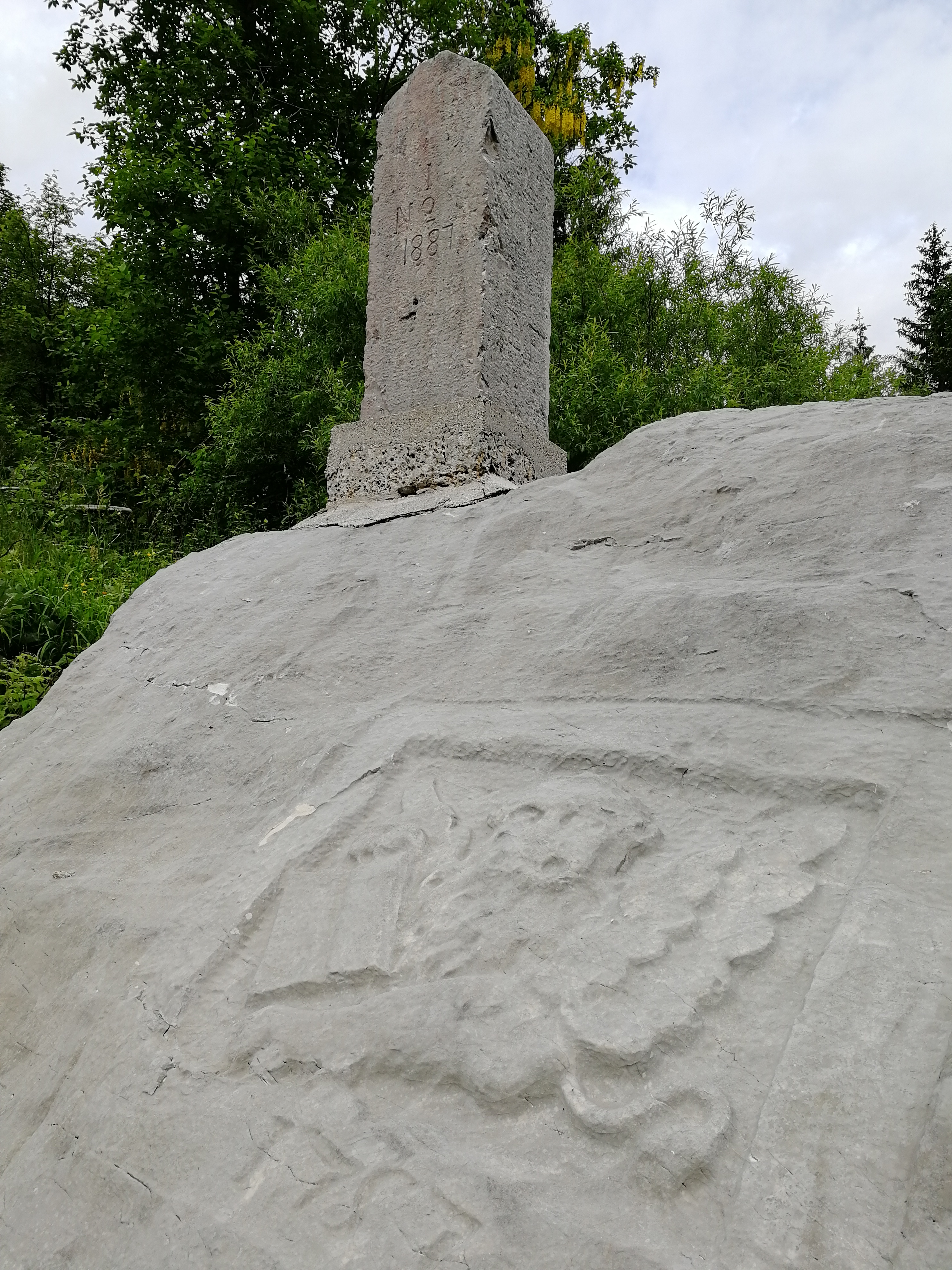
L'antico cippo di confine della Serenissima all'interno del perimetro della polveriera di Prat da l'Ors

In località Prat da l'Ors era stata attivata a cavallo del Rio Grantagar dal Regio Esercito Italiano sin dalla seconda metà degli anni '20 una polveriera di grandi dimensioni, strutturata in più di venti edifici collegati tra loro e ad altre strutture (bunker, ponti,...) da una viabilità interna di rilevante sviluppo.
L'attività della polveriera, chiamata anche Polveriera di Rio del Lago, continuò anche durante tutto l'arco della seconda guerra mondiale, quando fu integrata nel Presidio militare italiano di Cave di Predil e munita di una dotazione di armi e uomini di un certo rilievo a difesa dalle mire dei partigiani, rimanendo così nelle mani delle forze dell'Asse sino a fine conflitto.
Rimase affidata dai militari tedeschi in consegna tecnica agli italiani nelle persone del maresciallo artificiere Mario Perotti (sino alla sua scomparsa il 16 settembre 1944) e Luigi Cortellazzo anche quando, dopo l'armistizio dell'8 settembre 1943, la zona venne inglobata nell'OZAK (Operationszone Adriatisches Küstenland) cessando di fatto di essere amministrata dall'Italia e sino alla prima settimana di maggio 1945, quando fu definitivamente abbandonata.
In tale circostanza, avendo avuto notizia che la struttura era incustodita e malgrado le truppe tedesche fossero ancora presenti in zona  (il giorno stesso dello scoppio a pochi chilometri dalla polveriera l'Obersturmführer Oswin Merwald, indicato come responsabile dell'eccidio di Bretto, negoziava con le truppe inglesi a Ponte di Muro nei pressi del vicino paese di Dogna le condizioni per il rientro dai Balcani dei resti del 24 Waffen Gebirgs Division Karstjaeger dopo aver perso negli scontri dei giorni precedenti buona parte dei propri mezzi corazzati), molti abitanti della zona, ridotti alla fame dalla guerra e dai saccheggi operati dall'esercito tedesco e dai suoi alleati in ritirata da sud e da est verso l'Austria al tempo annessa al Reich, si riversò numerosa all'interno della polveriera nel tentativo di appropriarsi di quanto di utile potesse esservi abbandonato.

## L'esplosione
Attorno alle ore 12.00 del 7 maggio 1945 il materiale contenuto nella polveriera esplose, generando uno boato avvertito sia nella valle di Rio del Lago che in Val Raccolana, valle da cui proveniva la maggior parte dei saccheggiatori, in larga parte donne e giovani. 

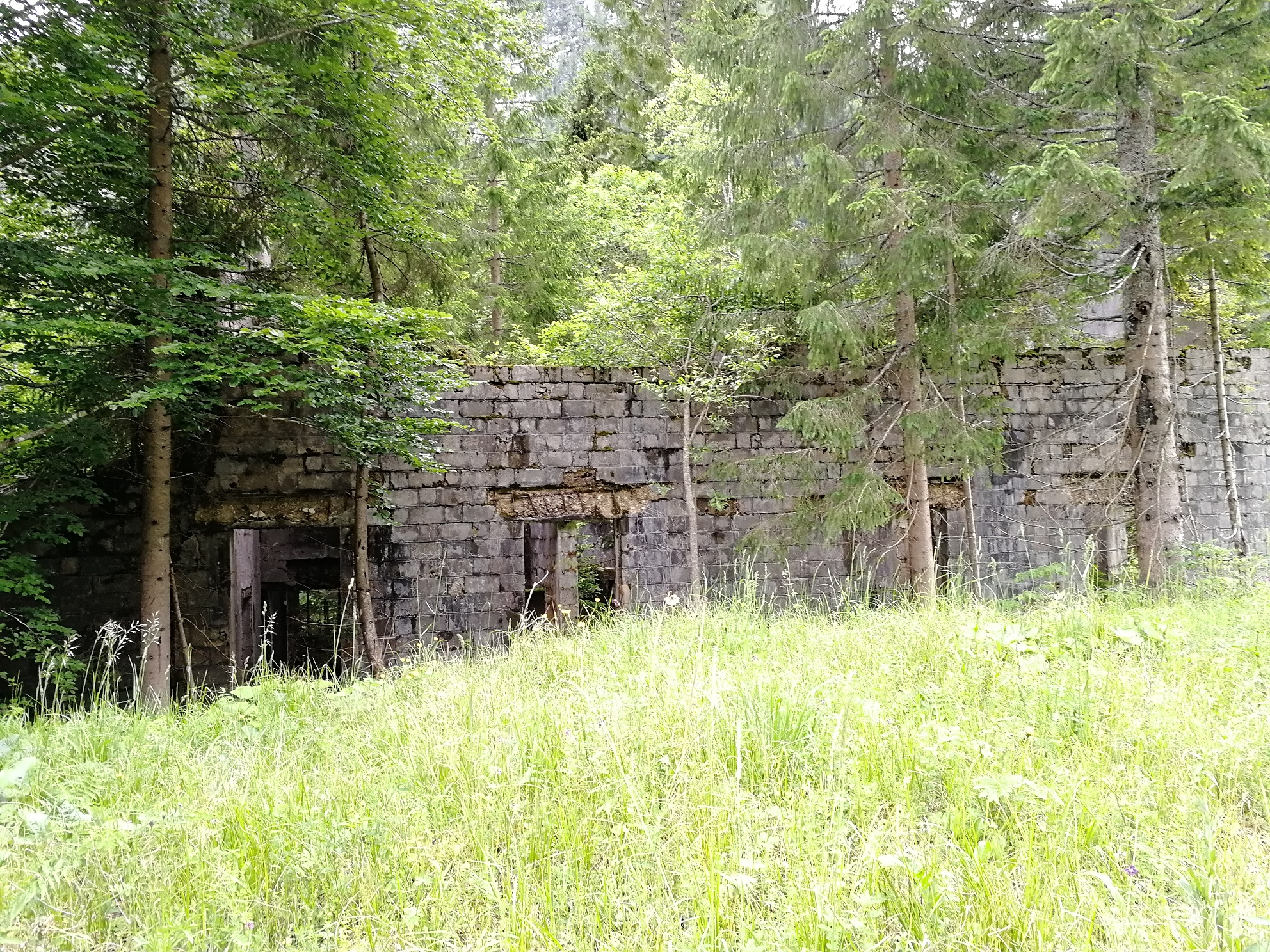
I ruderi di altro edificio del complesso della polveriera di Prat da l'Ors

Le vittime dell'esplosione, oltre a  numerosi feriti e ustionati, ammontarono a 29 morti: 
Pietro, Ernesto, Mattia, Italia e Maria Cesare; 
Maria, Aurora, Maria, Vitalina, Nicolò e Maria Della Mea; 
Gino, Luigi e Maria Pezzano; 
Severino e Giulia Degli Uomini;  
Valentino, Elisabetta e Aldino Martina; 
Lina, Renato, Elio, Fioravante e Aurora Piussi; 
Luigi e Osvaldo Pesamosca; 
Maria Teresa Fuccaro, Agostina Biasutto e Eugenio Vinago.
A causa della strage le frazioni di Chiot Cali e Piani in Val Raccolana furono pesantemente spopolate.

## Le ipotesi sulle cause

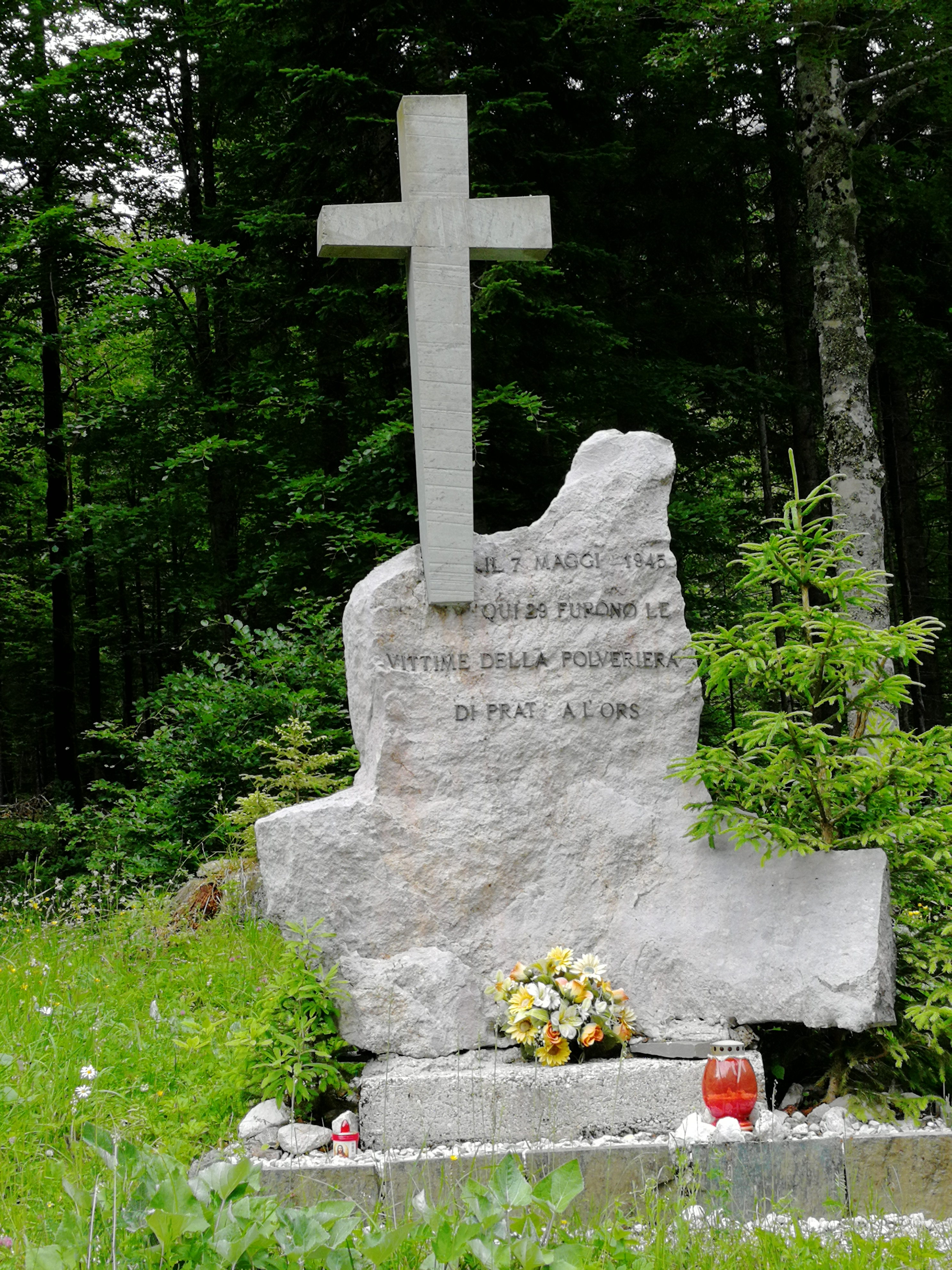
Il cippo commemorativo posto all'ingresso della polveriera

Le cause dello scoppio sono tutt'oggi imprecisate.
Vi è chi ha ipotizzato un innesco accidentale da scintilla o causato da una sigaretta legati alla presunta imperizia nel maneggio di esplosivi dei valligiani descritti nelle successive pittoresche ricostruzioni come immersi sino alle ginocchia nell'esplosivo mentre, dopo averli svuotati, si appropriavano della seta e del cotone dei sacchi in cui era conservata la polvere da sparo.
Altri ipotizzarono invece l'attivazione accidentale di una trappola esplosiva tra quelle poste numerose a difesa del complesso.

## Elementi commemorativi
Ai margini del perimetro della polveriera è posto un cippo nei cui pressi si tiene una periodica commemorazione delle vittime in occasione dell'anniversario della strage.
Le vittime sono inoltre ricordate da un monumento funerario collettivo nel cimitero di Saletto.